# ジョルジュ・コワリ
ジョルジュ（ゲオルギー）・アブラモヴィチ・コワリ（ロシア語: Жорж (Гео́ргий) Абра́мович Кова́ль）は、米国出身のソ連の諜報員。英語名ジョージ・コーヴァル（George Koval）。デリマル（Дельмар）というコードネームで活動し、マンハッタン計画の情報をソ連に提供した。
死後の2007年11月2日に「特殊任務遂行における勇気と英雄精神」を称えられ、ロシア連邦英雄勲章を授けられた 。

## 経歴

### 生い立ち
ジョルジュ・コワリは1913年12月25日にアメリカ合衆国のアイオワ州スーシティで生まれた。父のアブラハム・コワリは20世紀初頭に帝政ロシアの統治下にあったベラルーシ・テレハニー（Telekhany）から米国に移り住んだ移民であった。母も同様にベラルーシからの移民であり、故郷に住んでいた頃に社会主義運動に身を投じていたことがあった。
ジョルジュは1929年に高校を卒業後、アイオワ大学に進み電気工学を学んだ。当時から彼は共産主義思想に傾倒しており、周囲の人間にもそのことを隠すことはなかった。同じ頃、大恐慌の影響からコワリ一家は米国で暮らしていくことに困難を覚えるようになり、1932年にスーシティを離れ、シベリア地方のビロビジャンにユダヤ人自治区に移住することとなった。当時、ビロビジャンは未開の地であり、アブラハムの大工としての職能は需要が高かった。そのため、彼はロシア共産党に入るとまもなく職を得ることができ、一家はビロビジャンの共同体から住む家を与えられた。
もともと、コワリ一族は、ICOR（イディッシュ語のYidishe Kolonizatsye Organizatsye in Rusland、すなわち「ロシアユダヤ人植民運動協会」の頭文字）と呼ばれる親ソヴィエト運動に関わっていた。この組織は、1924年にアメリカのユダヤ人共産主義者たちによって結成され、金銭的支援と広報活動によりビロビジャンユダヤ人自治区（当時シオニスト運動が進めていたパレスチナへのユダヤ人植民運動に対する社会主義者からの「回答」）の発展を支えていた。ジョルジュの父アブラハムは1920年代、ICORのスーシティ支部の書記を務めていた。

### ソ連への移住
アブラハムが家族を連れてビロビジャンに移住したとき、ジョルジュは18歳だった。彼は初め地元の角材工場に就職したが、やがて大きな野心を持つようになった。2年後、ジョルジュはモスクワ化学技術大学に入学し、1939年に卒業した。同年、彼は大学の同級生の女性と結婚する。同時に大学院へ進み、赤軍徴兵委員会から召集を受けたものの、大学院での研究を続けるため猶予を認められている。
この頃、赤軍の士官部隊と内務人民委員部はスターリンによる大粛清によって生じた人材の空白を埋めるべく、大々的なヘッドハンティングに乗り出していた。特に赤軍の軍事情報部（GRU、現在のロシア連邦軍参謀本部情報総局）はニューヨーク支部の連絡人アキレスを失ったばかりだった。アキレスことアーサー・アダムズは1938年にモスクワへ召喚され、スターリンの粛清で強制収容所に送られていた。アメリカ生まれのジョルジュは、アキレスの後任として最高の適任者だった。事前の身元調査を経てGRUはジョルジュを採用し、彼にデリマルというコードネームを与えて、諜報部員としての訓練を開始した。

### デリマルとして
デリマルの訓練中、GRUはアキレスがまだ存命で元の任務に復帰しうることを知った。GRUは新人の任命よりベテランの復帰を望んだため、デリマルはアキレスの後任から外され、下位の工作員として米国の化学兵器に関する情報収集にあたることとなった。
1941年からアメリカも参戦した第二次世界大戦中であり、対日本、ドイツのスパイ対策が厳しく行われていたこともあり、1943年以前はジョルジュは何一つ有益な情報を収集することができなかった。しかしながら1943年、彼はアメリカ陸軍に徴兵されたため、情報収集に必要な機会を手に入れることができるようになった。デリマル（化学分野の理学士と同等の学位を持っていた）は地元のコミュニティカレッジで化学分野の準学士号を取得したと偽ってアメリカ陸軍からニューヨーク市立大学へ送ってもらうことに成功し、放射性物質の扱いに関わる設備の維持についてより多くのことを学んだ。
1944年にニューヨーク市立大学を卒業したデリマルはテネシー州オークリッジのアメリカ陸軍に入った。当時、原子力設備の秘密保持に携わっていたグローヴズ将軍の努力によって、GRUを含む世界のほとんどはオークリッジの存在に気付いていなかった。
施設の警戒は厳重だったため、デリマルの他にモスクワ当局へ情報を渡すことができた者はいなかった。デリマルは半年ごとの休暇にオークリッジを離れ、ソ連側の工作員に接触して情報提供を行った。
ソ連の原子力計画に対するコワリの貢献は目覚しく、第二次世界大戦後にソ連がチェリャビンスク70やアルザマス16などの軍事調査都市を建設した際にはオークリッジをモデルにした。以後10年以上にわたってデリマルはプルトニウムやポロニウムの精製法、安全保障のノウハウ、生産された物質の質や量といった様々な内容に関する報告書を作成し、これを送りつづけた。
1945年、デリマルは米国陸軍の軍曹に任命され、オークリッジからオハイオ州デイトンに移った。デイトン計画の第三部隊に任命されて医学部の保健物理学教室に配属されたデリマルは、これまでにも増してトップシークレットに触れることが容易になった。彼はオハイオからモスクワに向けて調査の進展ぶりを報告すると共に、全米に散在する無数の小規模な核兵器製造施設について情報を送り続けた。
日本降伏後、コワリは軍曹として除隊した。この頃、グゼンコという名のソ連のスパイが米国側に寝返り、マンハッタン計画の秘密がソ連に漏れていることを米国に報告した。これによって米国の施設の警戒が一段と厳しくなったため、デリマルが逮捕される危険は劇的に増大した。GRUはデリマルに対し文民としてデイトンに残るよう説得し続けたが、コワリは謝絶し、モスクワの妻のもとへ戻ることを許してもらうよう懇願した。1948年、彼はこうしてソ連への帰国を許された。
コワリ一家は、ソヴィエト政府のプロパガンダの中で、ビロビジャンへの「幸福な移民」と称えられていた。伝えられるところによると、コワリは米国の対情報機関がこのことを察知したために米国から脱出したとのことである。

### 帰国後
1949年8月29日午前7時（現地時間）、デリマルの帰国の直後にソヴィエトは初の核実験RDS-1を実行した。そのころ、コワリは化学分野で博士号を取得し、モスクワの母校で教授に就任した。彼は1970年代後半に引退し、隠遁生活に入った。人との接触は米国やイスラエルの科学者たちとの文通やメール交換に限られた。
多くの現代史家はソヴィエトの核の発展に対する諜報活動の役割を軽視しており、その代わりに諜報活動による情報は核開発計画全体に及んでいなかったことや、ウランの入手はソヴィエトの核爆弾生産を妨げた要因だったことを強調している（ソヴィエトの核開発の指導者だったラヴレンティー・ベリヤは諜報活動による情報のことも科学者のことも信用せず、諜報活動による情報の内容を知りもせずに科学者たちに向かって調査の大部分のやり直しを命じた）。
2006年、彼はモスクワのアパートで死去した。92歳だった。近所の住民によれば、彼は礼儀正しく鄭重で無口で知的な隣人だったとのことである。2007年11月3日、彼はロシア連邦英雄の称号をロシア大統領ウラジーミル・プーチンから遺贈された。

## 伝記文献
- アン・ハーゲドーン『スリーパー・エージェント　潜伏工作員』

布施由紀子訳、作品社、2024年。ISBN 978-4867930052